# In Session (Lisa Stansfield)
In Session (anche noto come Lisa Stansfield - In Session o, più comunemente ma impropriamente, Lisa Stansfield in Session) è una raccolta non ufficiale della cantautrice pop/soul britannica Lisa Stansfield, realizzata e pubblicata dall'etichetta Sovereign nel 1993 e distribuita dalla Delta Music/Arvato Services. È stata  ristampata nel 1996.

## Descrizione
Si tratta, di fatto, di una raccolta non autorizzata, all'assembramento della quale l'artista non ha mai preso parte in prima persona, contenente per lo più materiale inedito, in forma di demo, che risale all'inizio degli anni ottanta, all'epoca, cioè, delle primissime esperienze della Stansfield come cantante, quando non aveva ancora né iniziato una carriera solista di successo, né faceva parte del gruppo musicale Blue Zone, la sua prima band, nella quale suonavano anche il marito e collaboratore, Ian Devaney, nonché Andy Morris, che ha scritto insieme a loro tutto il primo album da solista di Lisa, gran parte del secondo e la colonna sonora del film Proposta indecente, il cui brano In All the Right Places è stato inserito anche nel terzo album della cantante, So Natural.
I Blue Zone, formatisi nel 1986, si erano separati di comune accordo all'epoca dell'invito dei Coldcut a partecipare alla loro People Hold On, dato che una band non poteva presentare come ospite speciale un'altra band - da qui la decisione di Ian, Andy e Lisa di continuare insieme, accreditando però il tutto alla sola Lisa Stansfield. 
Il disco contiene piacevoli momenti di soul bianco (il cosiddetto «white soul», genere con cui si connotavano negli anni ottanta artisti quali Paul Young, George Michael e Boy George), nello stile più tipico della Stansfield, comprendendo inoltre i suoi primi 3 singoli, Alibis (che chiude il disco), The Only Way (che lo apre) e Listen to Your Heart (quinta canzone della scaletta), mentre vengono esclusi sia il quarto singolo, I Got a Feeling, sia l'unico modesto successo dei Blue Zone, Jackie.

## Tracce
1. The Only Way
2. Bitter Sweet
3. Thought Police
4. Walking on Thin Ice
5. Listen to Your Heart
6. Only Love (Can Break Your Heart)
7. More Than Love
8. Don't Stop Me for the Mailman
9. Boy You Have Known
10. Red Lights
11. Make Sure that the Feelin's Right
12. Spinning Top
13. Take Care Goodnight
14. Your Alibis